# Mary Wilson
Mary Wilson (Greenville, Misisipi; 6 de marzo de 1944-Henderson, Nevada; 8 de febrero de 2021) fue una cantante de soul estadounidense conocida principalmente por ser una integrante del trío musical The Supremes.

## Biografía
Como componente de The Supremes siempre llevó a sus espaldas la pérdida de un posible éxito mucho mayor, debido a la determinación del productor musical Berry Gordy de dar solo notoriedad a Diana Ross, discriminandola a ella y a Florence Ballard.
Comenzaron muy jóvenes con el nombre de The Primettes. Wilson fue componente de The Supremes desde 1960 hasta 1976. Tras esto continuó su carrera en solitario en la Motown, con el LP "Red hot" en 1979. Coescribió el libro "Dreamgirl, My Life as a Supreme" en el que reflejaba los abusos de la era Motown, motivo por el que en 1987 recorrió numerosas radios y televisiones. En 1987 grabó un sencillo para la compañía británica Motorcity, "Don't Get Mad, Get Even". En 1989 grabó otro sencillo "Oooh Child", una versión de The Five Stairsteps. En 1992 grabó el sencillo "One Night With You" y en 1995 "U".
Falleció el 8 de febrero de 2021 en su casa de Henderson, Nevada. Se desconocen las causas de su fallecimiento.

## Discografía

### Álbumes
Motown releases
- 1979: Mary Wilson (álbum)|Mary Wilson

CEO release
- 1991: Walk the Line (álbum)|Walk the Line

Mary Wilson
- 2007: Up Close: Live From San Francisco, a live set of standards recorded at The Plush Room in San Francisco in December 2005.

### Apariciones como invitada en álbumes
- con Neil Sedaka Come See About Me - "Come See About Me"
- con Paul Jabara De La Noche Sisters - "This Girl's Back"
- Sing For The Cure - "Come to Me Mother"
- con The Four Tops From the Heart (2006) "River Deep - Mountain High"
- con Human Nature Get Ready (2007) "River Deep - Mountain High" y "It Takes Two"

### Singles
Motown release
- 1979: "Red Hot" / "Midnight Dancer"
- 1980: "Pick Up The Pieces" / "You're The Light That Guides My Way" (UK only)

CEO releases
- 1992: "One Night With You"
- 1992: "Walk the Line"

Other releases
- 1987:"Don't Get Mad, Get Even" - Nightmare Records
- 1989:"Oooh Child"-Nightmare Records
- 1995: "U" -Contract Recording Company
- 1996: "Turn Around" - Da Bridge Records
- 2000: "It's Time To Move On"

Unreleased
- 1980: "Love Talk", "Save Me", "You Danced My Heart Around The Stars", "Green River"
- 1986: "My Lovelife is a Disaster"
- "Sleeping In Separate Rooms" (Atlantic c.1987)
- "Stronger in a Broken Part" (Atlantic c.1987)
- "The One I Love" (Atlantic c.1987)
- "Can We Talk About It"
- "Show Me"
- "Love Child"

## Autobiografía
- Wilson, Mary with Patricia Romanowski and Ahrgus Juilliard (1986). Dreamgirl: My Life As a Supreme. New York: St. Martin's Press.
- Wilson, Mary and Romanowski, Patricia (1990). Supreme Faith: Someday We'll Be Together. New York: HarperCollins. ISBN 0-06-016290-2
- Wilson, Mary and Romanowski, Patricia (1986, 1990, 2000). Dreamgirl & Supreme Faith: My Life as a Supreme. New York: Cooper Square Publishers. ISBN 0-8154-1000-X.

## DVD
- Mary Wilson: Mary Wilson Live At The Sands
- Tiger Town (movie) - U.S. National Anthem
- Jackie's Back (movie) - Vesta Crotchley
- The Supremes: Reflections: The Definitive DVD Collection
- Only The Strong Survive - 'Love Child' y 'Someday, We'll Be Together'
- Brenda Russell: "Walkin' in New York"